# 根古屋信号場 (京成)
根古屋信号場（ねこやしんごうじょう）とは、千葉県成田市長田にある成田空港線（成田スカイアクセス線）の成田湯川駅 - 空港第2ビル駅間に位置する信号場である。計画時は新根古屋信号場（しんねこやしんごうじょう）とも呼ばれており、開業後も表記揺れが見られる。

## 歴史
- 2010年（平成22年）7月17日：竣工、稼働開始。

## 構造
成田空港線は成田湯川駅 - 成田空港駅間が単線となっており、線路容量確保及び保安上の観点から行き違い設備を設置する必要が生じた為に建設された。配線は1線スルー方式となっている。スカイライナーやアクセス特急が列車交換を行うために停車し、発車する際は自動的に発車ベルが鳴る。また本線側には時速160キロで走行するスカイライナーの高速走行に備え、ノーズ可動式分岐器が設置されている。
場所は東関東自動車道交点の東側付近。かつてJR東日本成田線の根古屋信号場が付近に存在していたが、当信号場は同一の位置ではなく、現・根古屋信号場とは東関東自動車道を挟んで反対側に位置していた。

## 運用
単純な上下列車の交換だけでなく、スカイライナーの待避なども行う。交換と待避を連続で行う列車もあり、10分ほど停車することもある。アクセス特急のダイヤにはかなりの余裕を持たせてあるため、交換完了後もしばらく停車して時間調整を行う場合が多い。
アクセス特急同士が交換を行う場合、上り下りの両列車が共に一旦停止を行う。また列車交換の順番次第では、スカイライナーが副本線（制限80 km/h）を走行することもある。
京急蒲田駅の高架化に伴う2012年10月21日のダイヤ改正で印旛日本医大以東での列車交換がなくなった。
2022年11月26日のダイヤ改正より，スカイライナー（京成上野毎時37分発と成田空港毎時13分発）どうしの交換が行われるようになった。原則成田空港発のスカイライナーが副本線で待避する形をとっている。

## 隣の施設
京成電鉄
 成田空港線
成田湯川駅（KS 43）- 根古屋信号場 - 空港第2ビル駅（KS 41）